# Туризм в Шлезвиг-Гольштейне

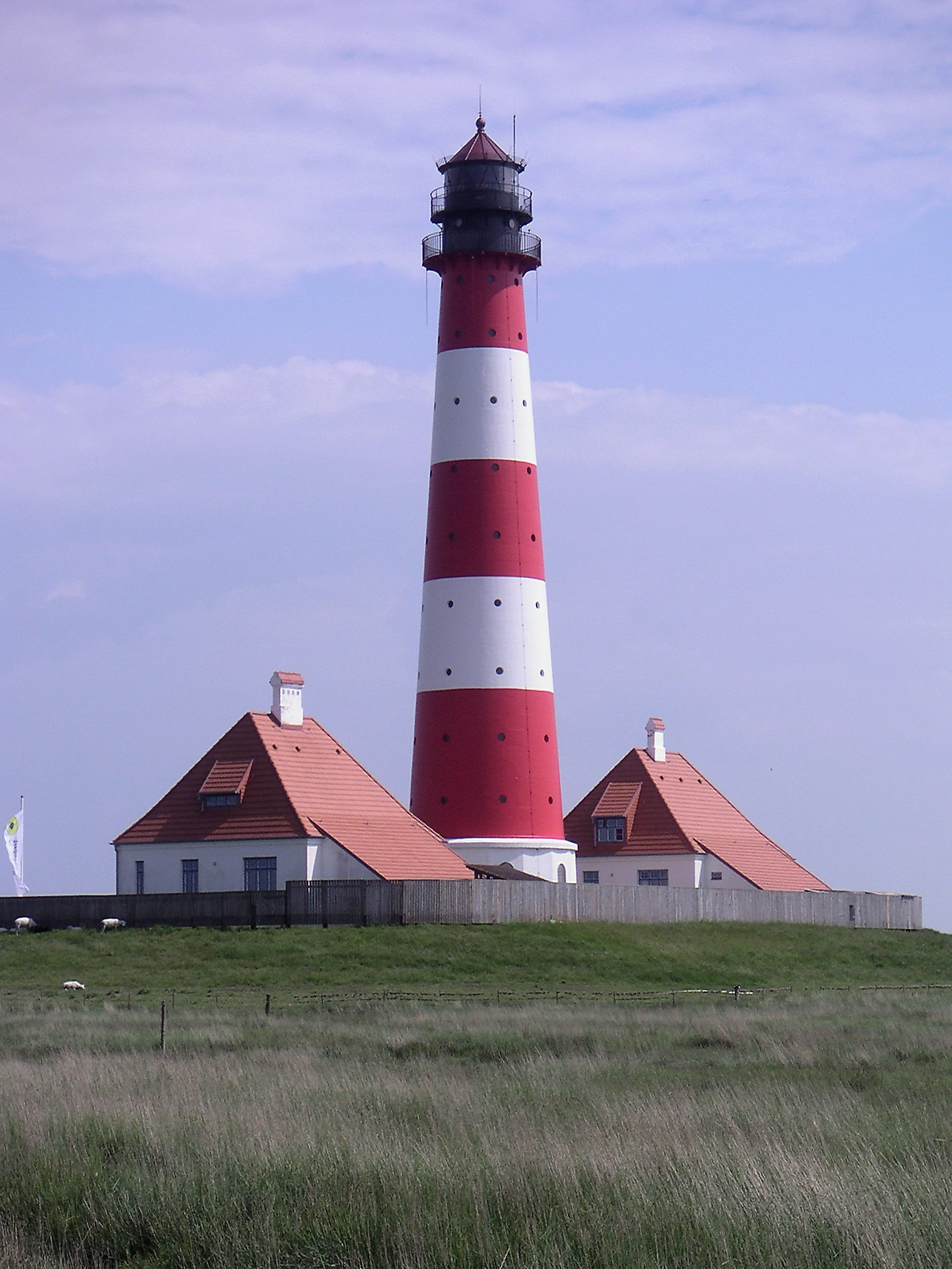
Вестерхеверский маяк

Туризм — одна из важнейших отраслей экономики федеральной земли Шлезвиг-Гольштейн. Самая северная федеральная земля Германии также известна как «земля между морями» из-за своего географического положения. Благодаря своему расположению у побережий Северного моря на западе и Балтийского моря на востоке, Шлезвиг-Гольштейн располагает большим количеством островов и пляжей, где популярны многие водные виды спорта. Шлезвиг-Гольштейн также может предложить своим гостям пляжный отдых всей семьей, велотуризм, а также туристические экскурсии во многие города и на природу. В частности, к числу основных достопримечательностей федеральной земли относятся Ваттовое море (объект Всемирного наследия ЮНЕСКО), пляжи Северного и Балтийского морей и Старый город Любека.
Сфера туризма в федеральной земле неуклонно развивается. Количество гостей увеличивается не только летом, но и вне основного сезона. Шлезвиг-Гольштейн также становится все более важным местом для проведения встреч и форумов. Федеральная земля является одним из самых популярных направлений для путешествий в Германии и занимает третье место в рейтинге федеральных земель Германии 2018 года, уступая лишь Мекленбургу-Передней Померании и Баварии.

## Основные направления путешествий

### Статистика

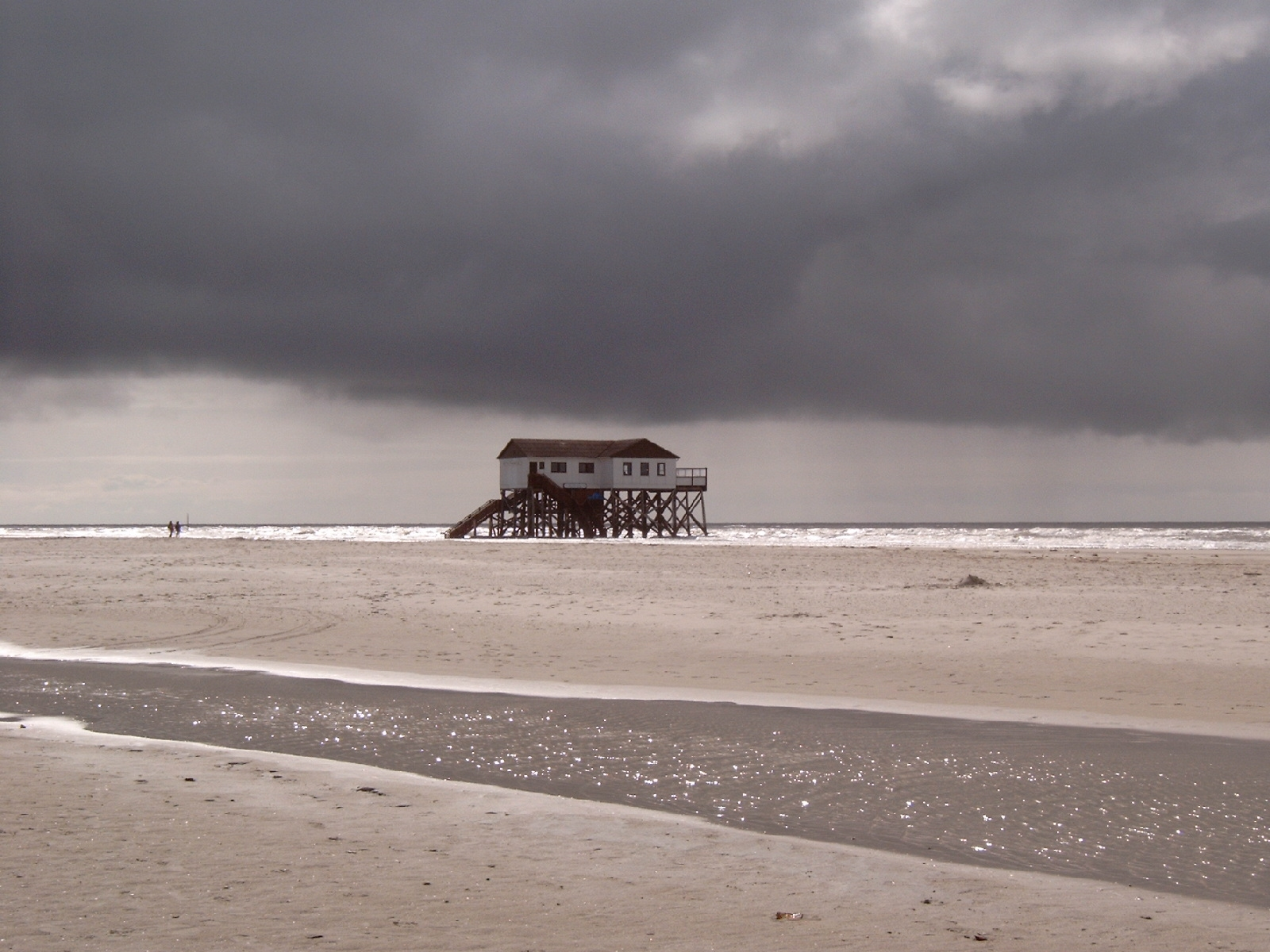
Дом на сваях на пляже Санкт-Петер-Ординга

В 2018 году федеральная земля Шлезвиг-Гольштейн располагала в среднем 206 125 кроватями для гостей, которыми воспользовались 8 595 190 туристов в отношении к 34 453 151 остановкам в гостиницах (в расчете за остановку на 1 ночь) в том же году. 1 892 348 гостей (без учёта данных от кемпингов) приехали из-за границы, что составляет около 6,3 % от всех гостей, останавливавшихся в гостиницах федеральной земли. На курортах у Балтийского моря было почти вдвое больше гостей (4 213 025), чем на Северном море (2 127 100), но гости у Северного моря оставались отдыхать длительней (5,6 дней), чем гости у Балтийского моря (3,9). так что разница в количестве остановок не так велика. В общей сложности примерно на 36 % больше остановок в гостиницах (16 323 566) было совершено на побережье Балтийского моря, чем на побережье Северного моря (12 009 835). Гольштейнская Швейцария (233 142 гостя с 954 473 остановками в гостиницах) и остальная часть внутренней территории федеральной земли (2 021 923 гостя с 5 165 277 остановками в гостиницах) были менее востребованы у туристов. По количеству остановок в гостиницах в расчете за остановку на 1 ночь (без учёта кемпингов) в 2018 году наиболее важными для туризма городами и общинами стали:

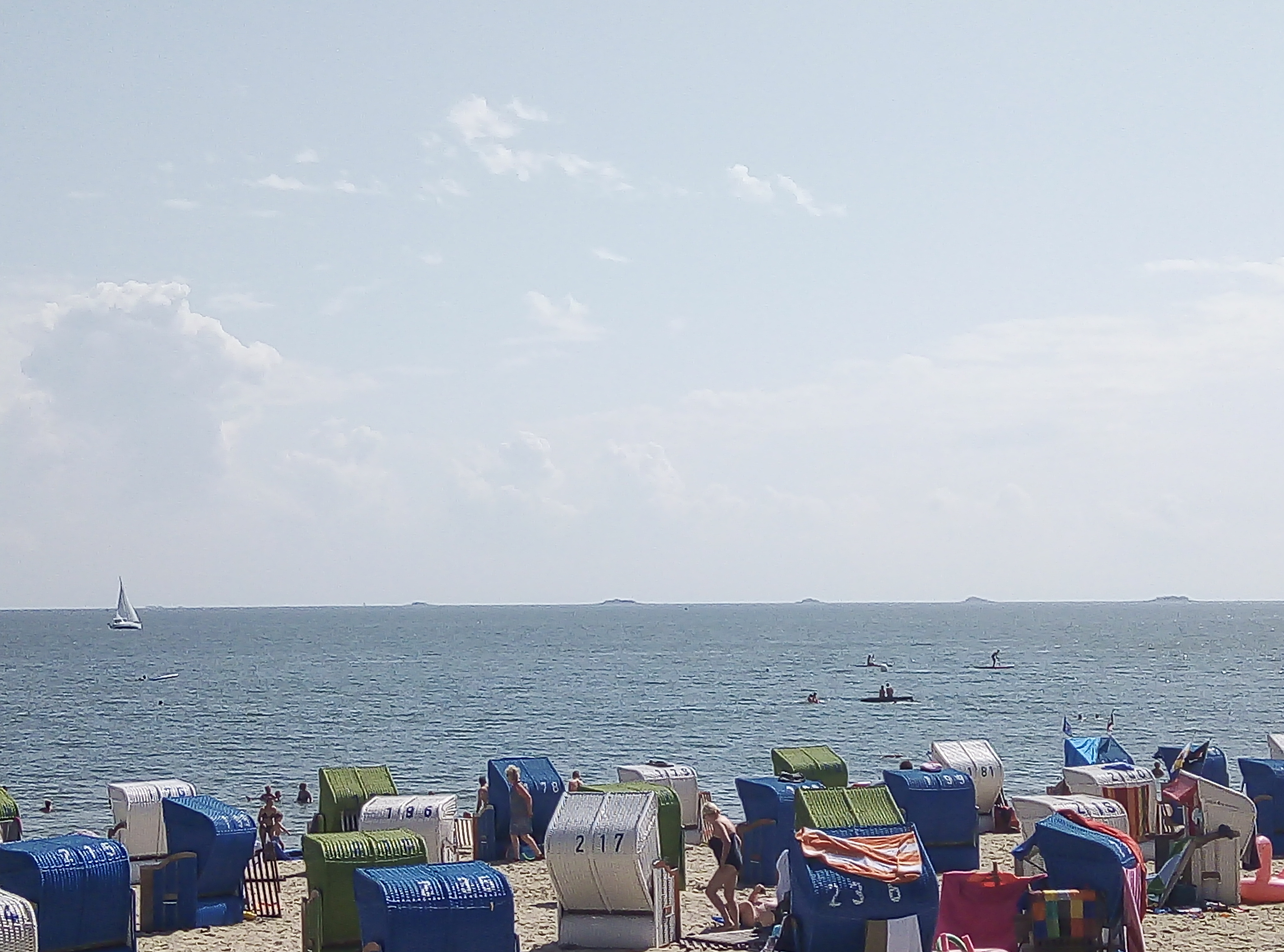
Пляж у Северного моря (Вюк-ауф-Фёр)

- Зильт, Северное море: 2 989 691 остановок, 484 766 гостей
- Любек: 1 825 115 остановок, 754 190 гостей
- Санкт-Петер-Ординг, Северное море: 1 513 481 остановок, 288 588 гостей
- Грёмиц, Балтийское море: 1 346 536 остановок, 235 988 гостей
- Тиммендорфер-Штранд, Балтийское море: 1 298 702 остановки, 320 276 гостей
- Фемарн, Балтийское море: 1190 592 остановки, 228 602 гостя
- Бюзум, Северное море: 1169 527 остановок, 222 033 гостей
- Вик-ауф-Фёр, Северное море: 892 569 остановок, 110 561 гостей
- Киль: 805 038 ночевок, 385 648 гостей
- Шарбойц, Балтийское море: 774 317 остановок, 175 990 гостей
- Веннингштедт, Зильт, Северное море: 764 302 остановки, 112 241 гостей
- Хайлигенхафен: 629 018 остановок, 154 269 гостей

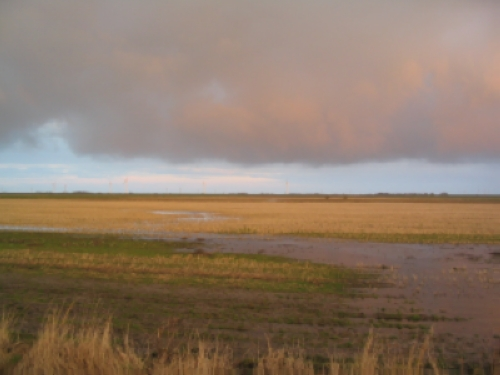
Вестеркуг в Дитмаршене

Самым важным морским курортом стал остров Зильт с 2 989 691 остановками, а самым важным климатическим курортом — Бад-Зегеберг — 212 910 остановок.

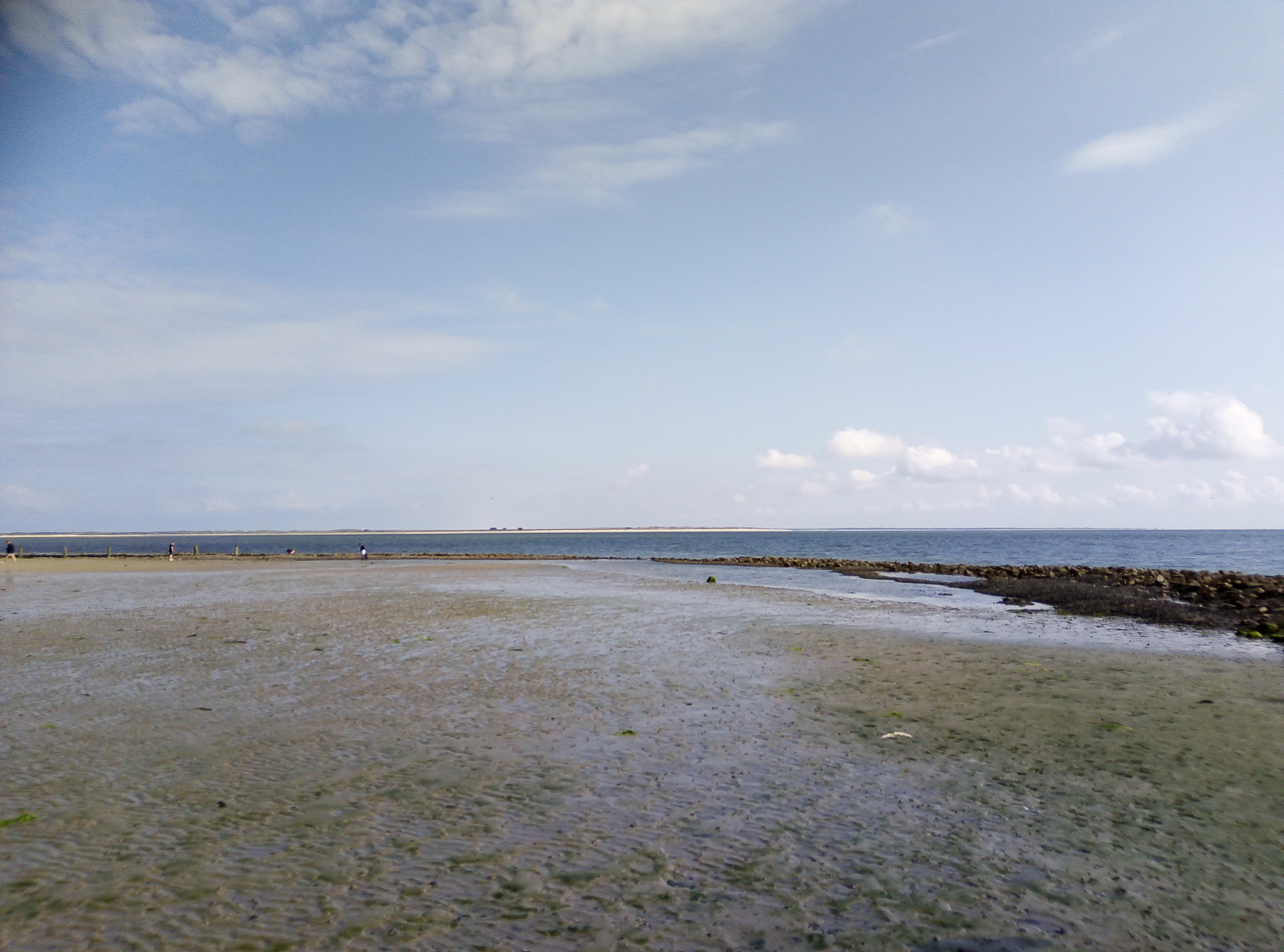
Ваттовое море у Листа-ауф-Зюльт

### Природные достопримечательности
- Ангельн
- Дэнишер Вольд
- Дитмаршен
- Эйдерштедт
- Эльбмаршен
- Средний Гольштейн с природным парком Аукруг и природным парком Вестензее
- Гольштейнская Швейцария с природным парком Гольштейнская Швейцария в холмистой местности Шлезвиг-Гольштейна, центральной частью полуострова Вагрия с Плёнским озером и самой высокой точкой федеральной земли Шлезвиг-Гольштейн, горой Бунгсберг
- Природный парк Хюттенер Берге
- Природный парк Лауэнбургские озера
- Северная Фризия
- Пробстай
- Саксонский лес, самый большой лес в земле Шлезвиг-Гольштейн, принадлежащий семье Бисмарков.
- Шлезвигский геест, крупные сосновые леса
- Шванзен
- Национальный парк Шлезвиг-гольштейнское Ваттовое море

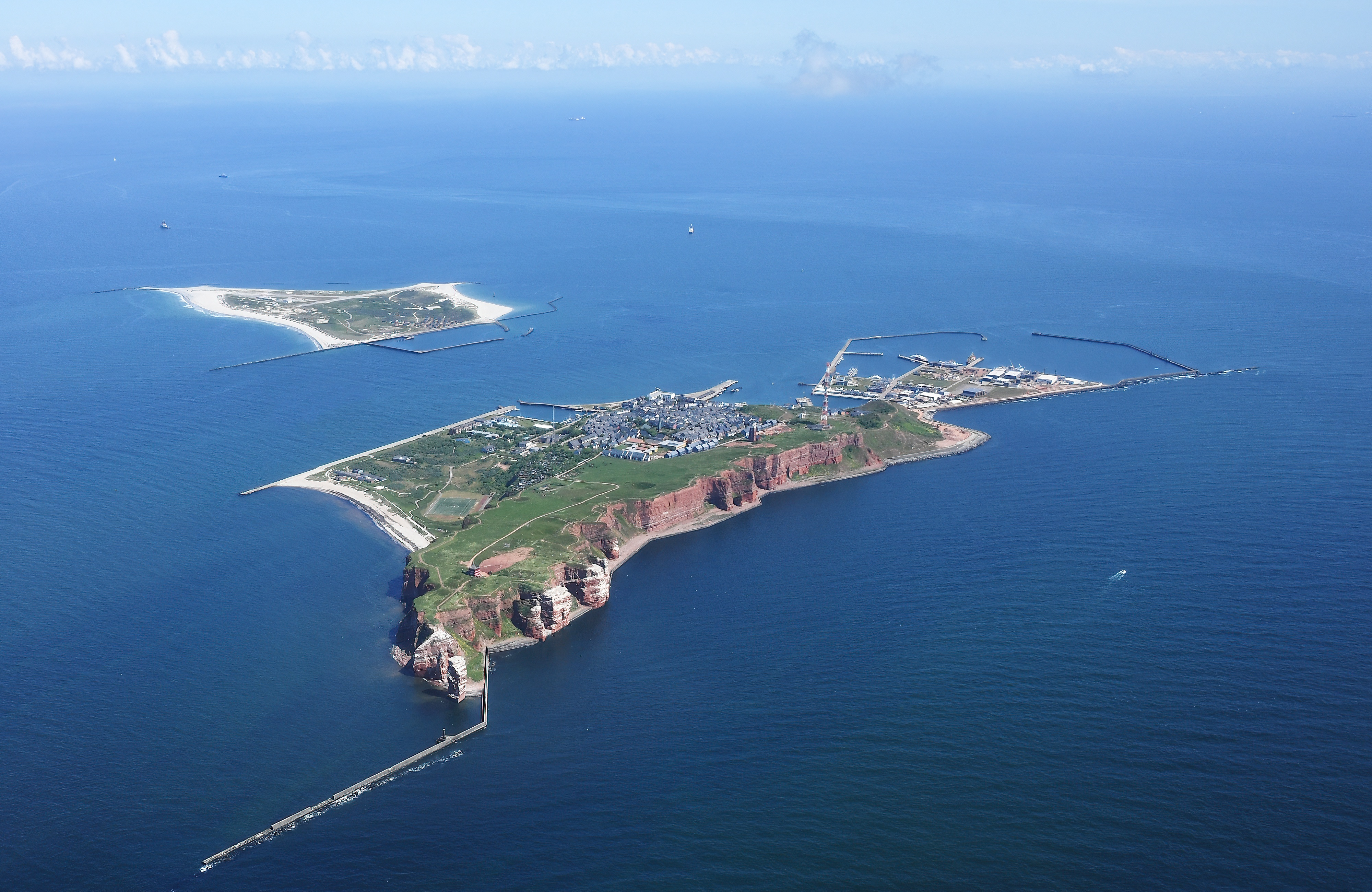
Гельголанд с высоты птичьего полета

- Природный парк Шлей

#### Северное море
- Ваттовое море, национальный парк Шлезвиг-гольштейнское Ваттовое море (объект всемирного наследия ЮНЕСКО), пешие прогулки по Ваттовому морю

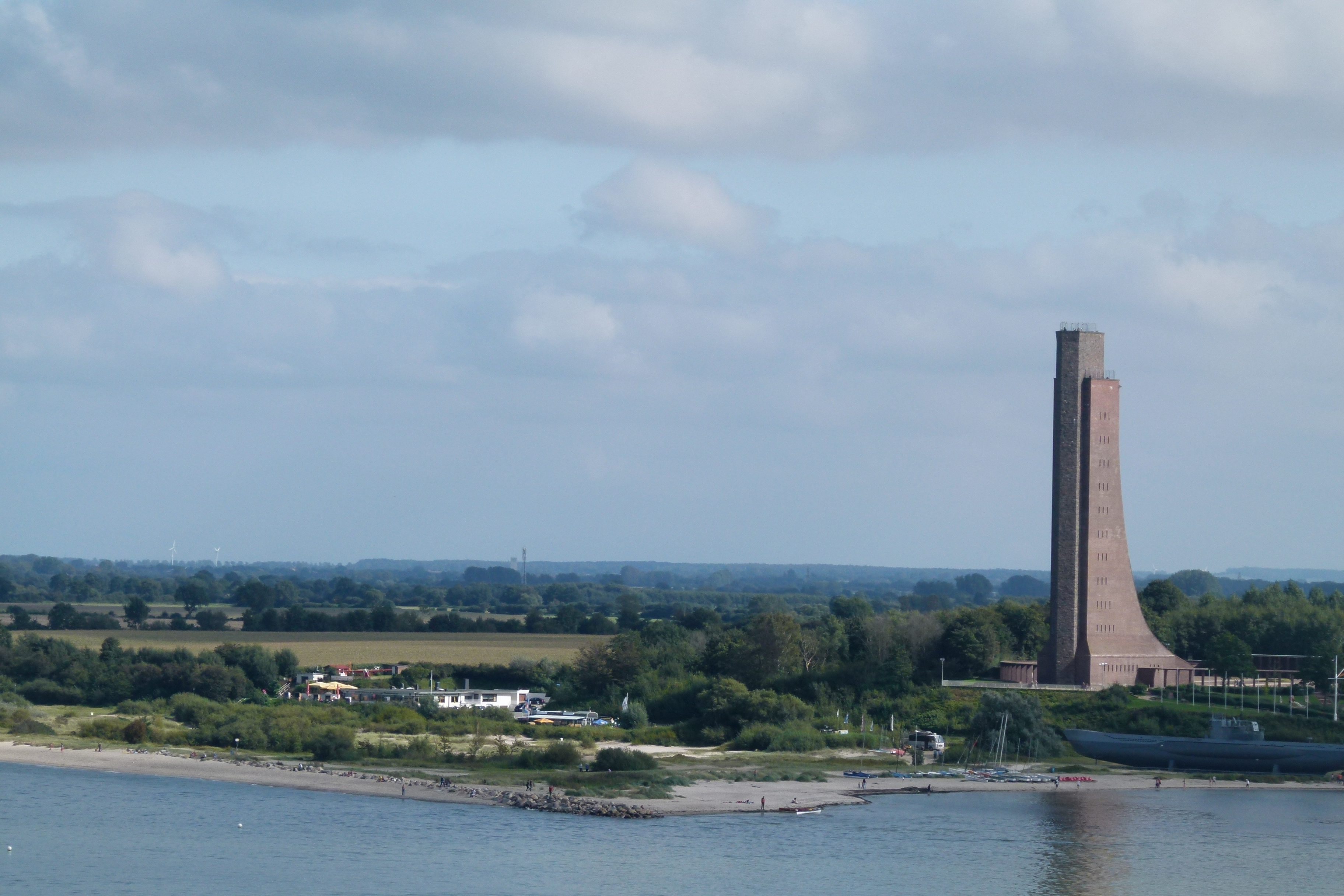
Военно-морской мемориал в Лабё

- Амрум
- Фёр
- Гельголанд
- Пелльворм
- Зильт
- Халлиген
- Северная Фризия
- Хузумская бухта
- Эйдерштедт
- Курорт на Северном море Бюзум

#### Балтийское море и Гольштейнская Швейцария

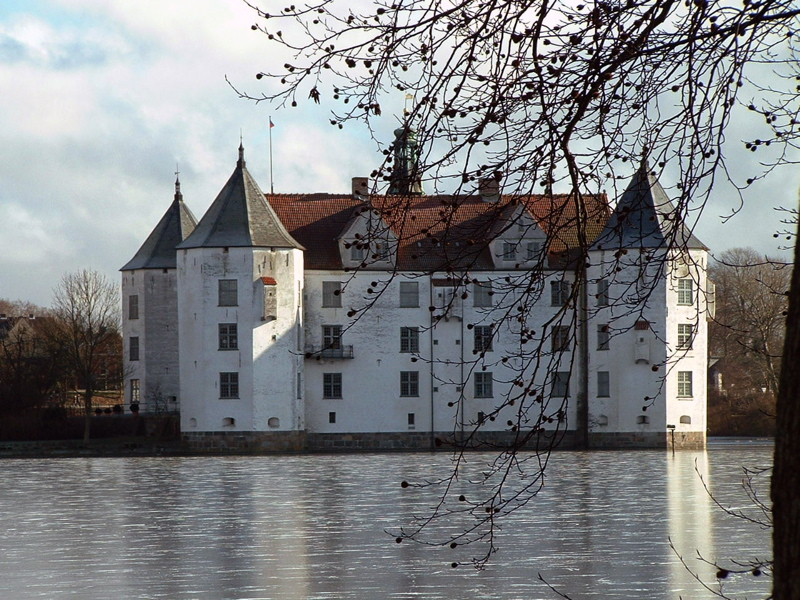
Глюксбургский замок

- Остров Фемарн
- Эккернфердская бухта
- Фленсбургский фьорд
- Дамп
- Грёмиц
- Хайлигенхафен
- Кильский фьорд
- Курорт на Балтийском море Лабё
- Любекскская бухта
- Нойштадт-ин-Хольштайн
- Шарбойц
- Шлей
- Тиммендорфер-Штранд
- Травемюнде с Приваллем
- Курорт на Балтийском море Грёмиц
- Курорт на Балтийском море Шарбойц

#### Города
- Ойтин (Ойтинский замок)
- Фленсбург
- Фридрихштадт
- Глюксбург (Глюксбургский замок)
- Хузум
- Киль, административный центр федеральной земли
- Ганзейский город Любек (объект всемирного наследия ЮНЕСКО)
- Плён
- Город сапожников Прец
- Островной город Ратцебург
- Шлезвиг (замок Готторп)
- Итцехо
- Ноймюнстер
- Бад-Брамштедт
- Нордерштедт
- Аренсбург
- Мёльн

### Некоторые регулярные мероприятия

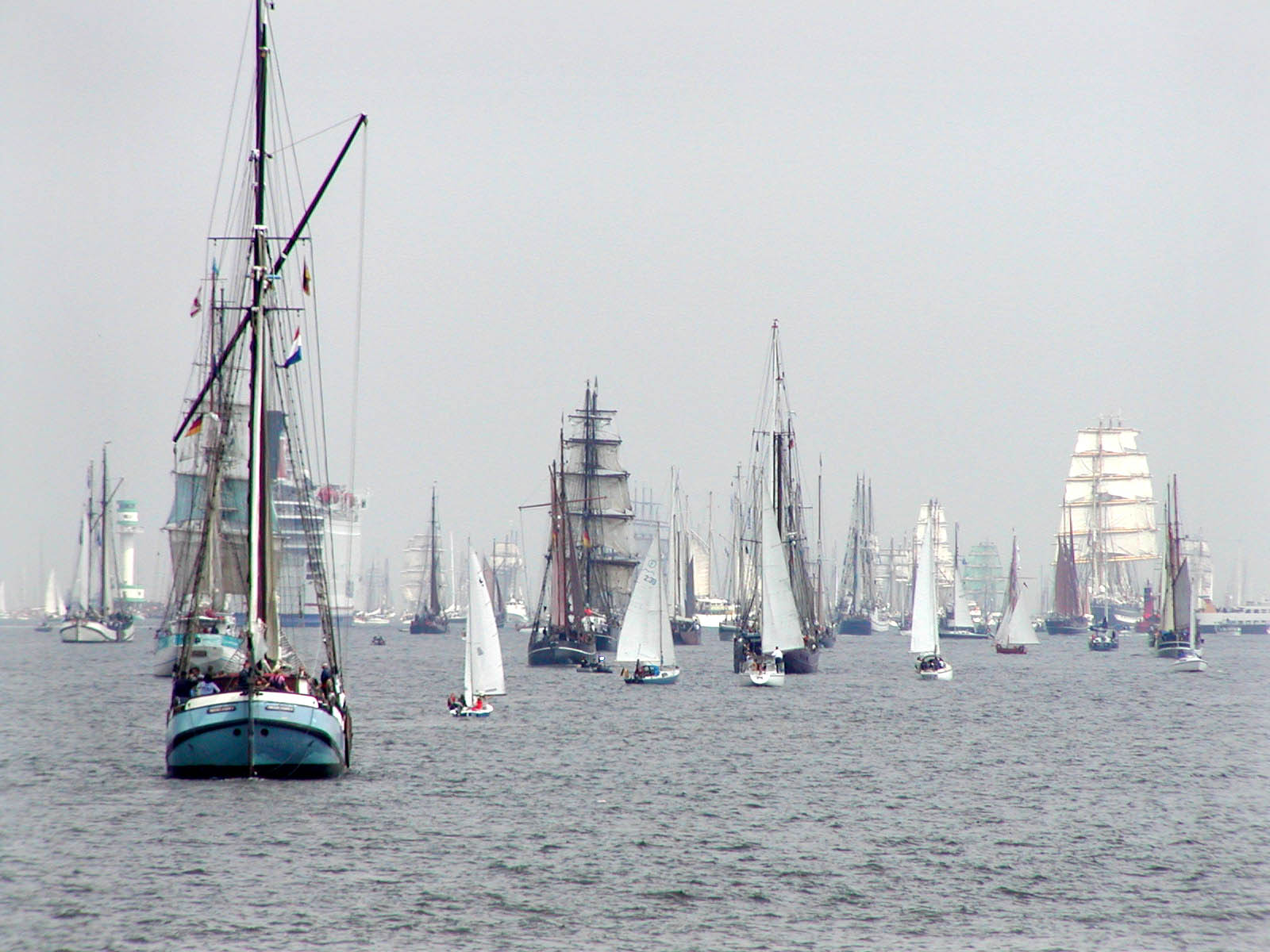
Парад винджаммеров во время Кильской недели, 2007

#### Регаты и портовые фестивали фольклорного характера
- Кильская неделя, крупнейшая парусная регата в мире и крупнейший летним фестивалем в Северной Европе со встречами моряков
- Травенмюндерская неделя, вторая по величине парусная регата в мире
- Неделя Северного моря, крупнейшая немецкая регата для яхтсменов-путешественников в Северном море, проходящая у Гельголанда
- Ромовая регата, встреча моряков во Фленсбурге
- Flensburg Nautics, международная встреча парусных судов с участием до 400 000 посетителей (на 2010 год)[3]
- Robbe & Berking Classic Week, проходящая во Фленсбургском фьорде, крупнейшая в Германии серия регат для классических парусных яхт (построенных до 1969 года)

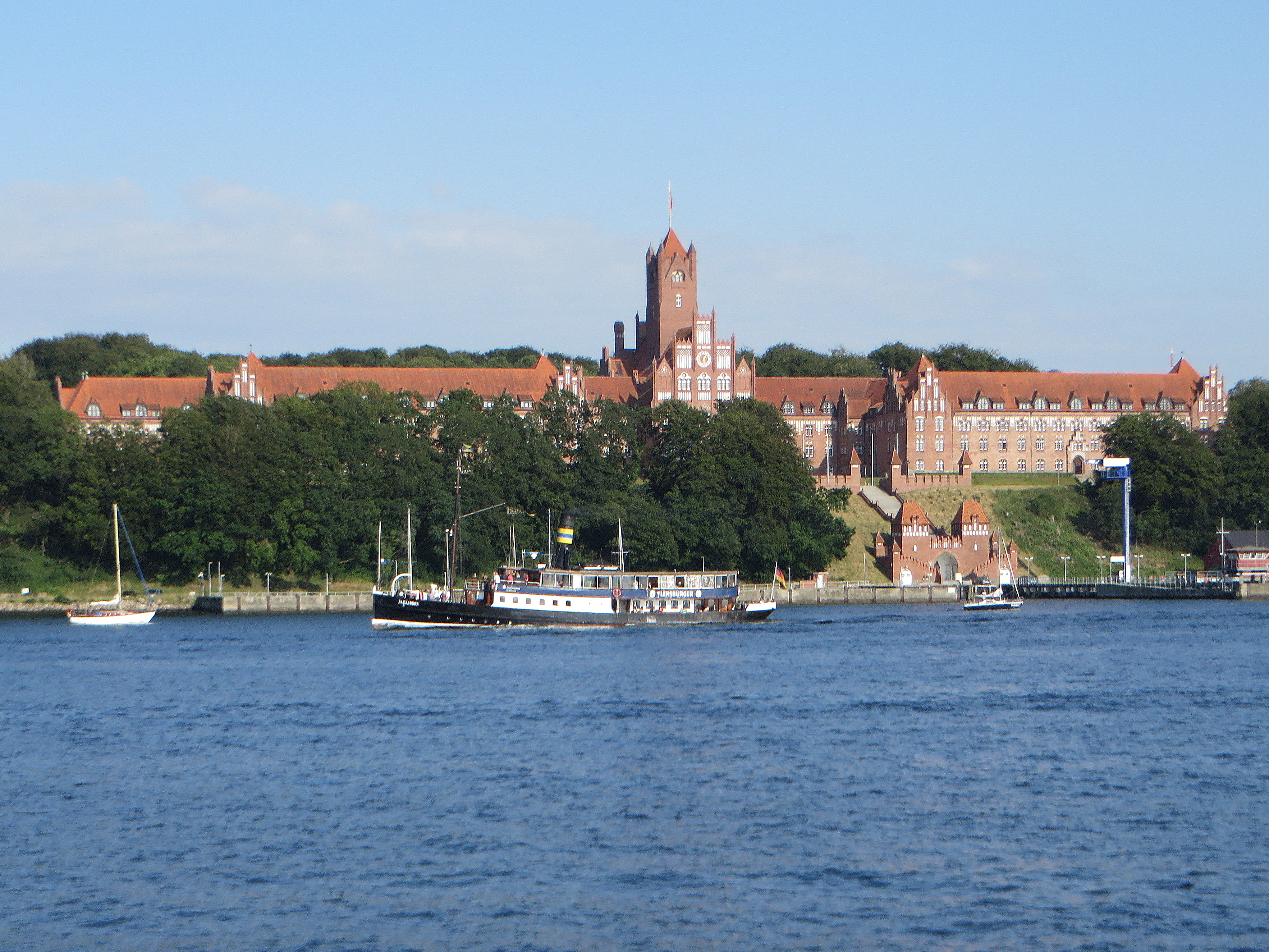
Пароход Alexandra, участвующий в Dampf Rundum, во Фленсбургском фьорде перед Красным замком во Фленсбург-Мюрвике, 2015 г

- Хузумские портовые дни
- Windsurf World Cup Sylt
- Kitesurfworldcup Fehmarn

#### Другие народные фестивали и крупные мероприятия
- Holstenköste в Ноймюнстере, фольклорный фестиваль (около 200 000 посетителей в 2014 году)[4]
- Tummelum во Фленсбурге, фестиваль старого города с несколькими сотнями тысяч посетителей[5]
- Dampf Rundum (около 350 000 посетителей в 2009 году)[6]
- Бийкебреннен на Северном море
- Художественная выставка Nordart в Бюдельсдорфе
- Дитмаршские дни капусты
- Ваттовая олимпиада в Брунсбюттеле

#### Кинофестивали
- Nordische Filmtage Lübeck
- Flensburger Kurzfilmtage
- Naturfilmfestival Eckernförde

#### Музыкальные фестивали
- Музыкальный фестиваль Шлезвиг-Гольштейна, один из самых известных музыкальных фестивалей в Европе
- Jazz Baltica, международный джазовый фестиваль
- Folkbaltica, международный фольклорный фестиваль
- Raritäten der Klaviermusik в Хузуме, всемирно известный фортепианный фестиваль во Хузумском замке
- Eutin Festival, один из традиционных немецких оперных фестивалей в летнем театре на Большом ойтинском озере
- Wacken Open Air

#### Театральные фестивали
- Фестиваль Карла Мая в Бад-Зегеберге

Карнавалы
- Карнавал в Марне с процессией в понедельник роз (22 000 гостей в 2015 году)[7] Марнерского карнавального общества (Marner Karnevals Gesellschaft)

#### Кулинарные фестивали и праздники
- Фестиваль гурманов Шлезвиг-Гольштейна, основанный в 1987 году, старейший фестиваль гурманов в Германии
- Всемирный день рыбных роллов, который отмечается на различных курортах Балтийского моря в Шлезвиг-Гольштейне в начале мая[8][9][10]

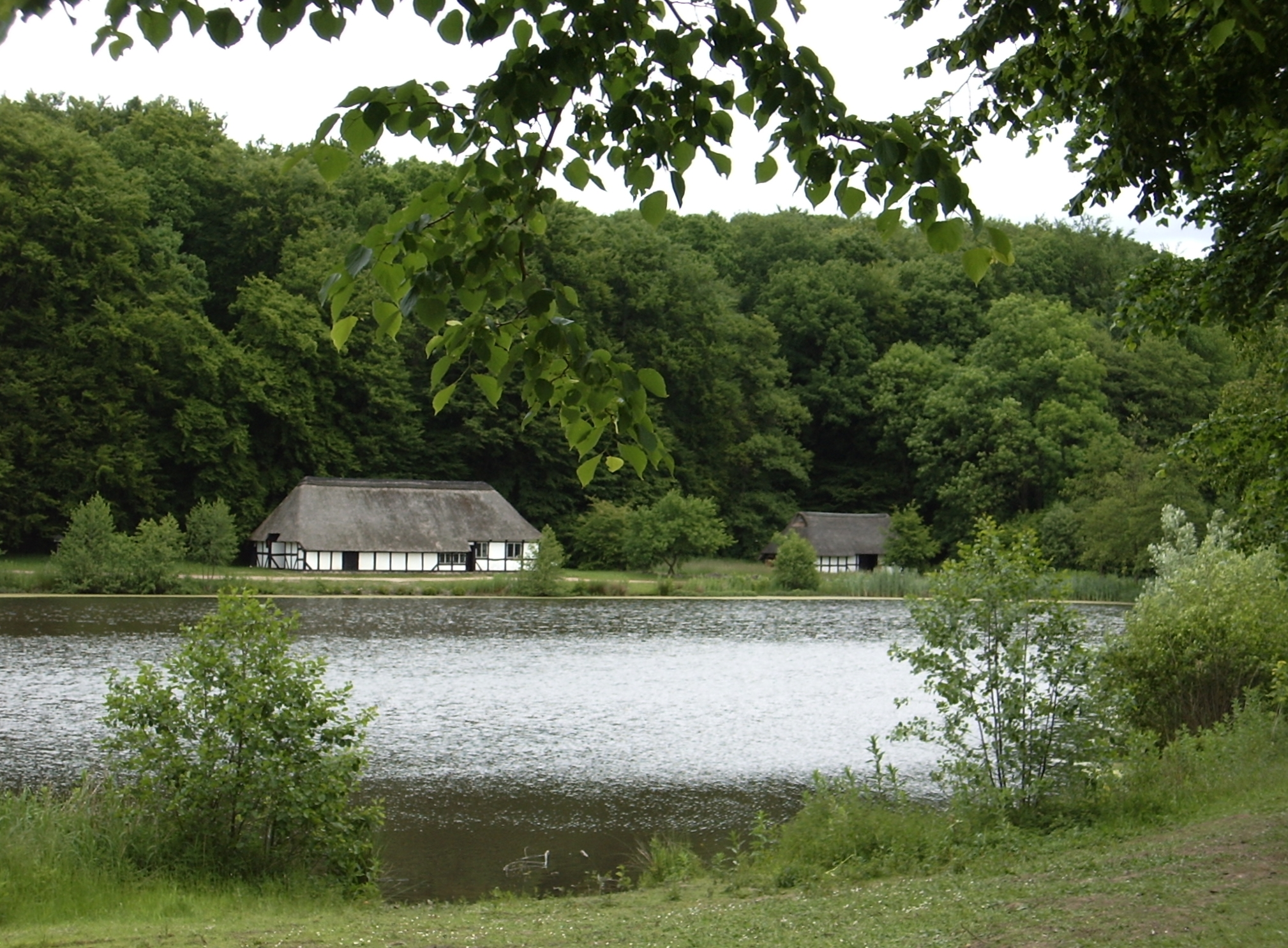
Крестьянские дома в Мольфзе

- Хусумские крабовые дни

### Известные музеи
- Шлезвиг-Гольштейнский музей под открытым небом (в Мольфзе недалеко от Киля)
- Музейная гора (во Фленсбурге)
- Кильский художественный зал
- Бенхаус (в Любеке)
- Монастырь Святой Анны (в Любеке)
- Хольстентор (в Любеке)
- Любекский музей театральной фигуры
- Будденбрукхаус (в Любеке)
- Замок Готторп (в Шлезвиге)
- Музей Даневерка (недалеко от Шлезвига)
- Музей викингов Хайтабу (недалеко от Шлезвига)
- Дом Теорода Шторма (в Хузуме)
- Северо-фризский музей (в Хузуме)
- Замковый музей Хузума (в Хузуме)
- Военно-морской мемориал и U-995 (в Лабё)
- Дом Гюнтера Грасса
- Музей морских плаваний Фленсбурга
- Нольде-музеум в Зеебюле
- Художественный музей Западного побережья
- Фонд Герберта Гериша
- Европейский Ганзейский музей

### Велосипедные и пешеходные маршруты
- Старая соляная дорога между Любеком и Люнебургом
- Монашеский путь
- Велосипедный маршрут по побережью Северного моря
- Велосипедный маршрут Eider-Treene-Sorge[11]
- Велосипедный маршрут по побережью Балтийского моря
- Бычий путь
- Фризский путь викингов
- Пограничный маршрут[12]
- Велосипедный маршрут по Кильскому каналу
- Велосипедный тур по Гольштейнской Швейцарии[13]
- Эльбский велосипедный маршрут[14]
- Iron Curtain Trail[15]
- Велосипедный маршрут дальнего следования Гамбург-Рюген

### Известные места для отдыха
- Ганза-парк в Зирксдорфе на берегу Любекской бухты
- Дендрарий Эллерхуп-Тиенсен
- Парк развлечений Толк-Шау
- Пляж Вайссенхойзер
- Деревня приключений Карла
- Multimar Wattforum

## Ночёвка и гастрономия

### Ночёвка
В Шлезвиг-Гольштейне есть большое количество отелей, пансионатов и молодёжных баз. Разумеется, особенно популярны ночлеги у пляжа. Также гостям предлагается проживание в частном секторе за городом или отдых на ферме. Хей-отели, пляжные корзины для сна и плавучие дома также пользуются всё большей популярностью. Есть также множество домов для каникул и кемпингов.

### Еда

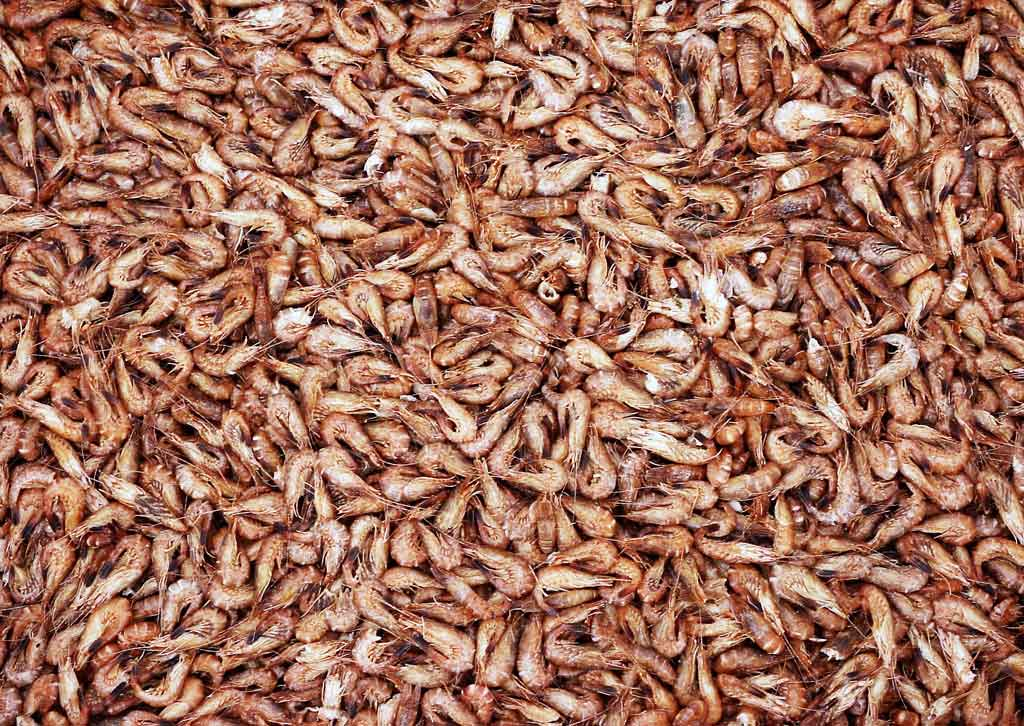
Креветки, выловленные в Северном море

Шлезвиг-Гольштейн — федеральная земля с хорошо развитым сельским хозяйством и рыболовством, что отражено в местной кухне.
Из-за развитого производства молока здесь есть множество местных сыров.
Знаменита гольштейнская ветчина. Другие копченые блюда, такие как копчёный угорь, также имеют давнюю историю. Местный деликатес — «кильские шпроты», традиционно производимые в Эккернфёрде. Эту небольшую копчёную рыбу часто едят целиком, но гурманы одним умелым движением удаляют голову и позвоночник у рыбы.
Вылов крабов обычен для рыболовных районов Северного моря. Креветки из Северного моря тоже можно в изобилии обнаружить в местной кухне.
В течение сезона также туристам предлагаются местные мидии и камбалы.
Сезон вылова сельди привлекает многих рыболовов в заливы Балтийского моря, где и собирается сельдь. Маринованная сельдь здесь так же популярна, как и сельдь Бисмарк.
Ещё одно известное северогерманское блюдо — лабскаус. Блюдо готовят в разных регионах от Гамбурга до Фленсбурга, например, во Фленсбурге из сельди и солонины. Гурманы спорят о том, следует ли добавлять в блюдо рыбу.
Любекский марципан известен во всем мире. На самом деле он появился по необходимости во время осады города Любек, когда у пекарей закончилось зерно, но было много миндаля. Сегодня он считается сувениром федеральной земли Шлезвиг-Гольштейн, а известный производитель Niederegger экспортирует свои марципановые продукты по всему миру. Любекский марципан хорошо сочетается с глотком любекского ротшпона.
Роте грютце широко распространено на севере Германии и Дании.

### Напитки
На западном побережье существует давняя чайная традиция, связанная с восточно-фризским чаем. Однако фирменным напитком федеральной земли является фарисей, кофе с глазурью и крепким шлюссом (ром или другие спиртные напитки). Другие традиционные крепкие алкогольные напитки — грог и пунш (с шлюссом или кёмом или без него, но всегда с глинтвейном).
Ром из Фленсбурга так же известен, как и Bommerlunder, аквавит (шнапс с тмином). За последние 20 лет пивоварня Фленсбурга стала известна по всей стране благодаря комическому персонажу Вернеру. Пиво под названием Flens подается по всей стране и разливается в характерные бутылки с откидной крышкой. Другой крупный пивоваренный завод — это пивоварня Дитмаршер.